# 20571 Tiamorrison
20571 Tiamorrison este un asteroid din centura principală de asteroizi.

## Descriere
20571 Tiamorrison este un asteroid din centura principală de asteroizi. A fost descoperit pe 9 septembrie 1999 la Socorro, New Mexico, în cadrul proiectului LINEAR. Asteroidul prezintă o orbită caracterizată de o semiaxă mare de 2,24 ua, o excentricitate de 0,10 și o înclinație de 2,1° în raport cu ecliptica.